# Cretoglaphyrus zherikhini
Cretoglaphyrus zherikhini là một loài bọ cánh cứng trong họ Glaphyridae. Loài này được Nikolajev miêu tả khoa học năm 2005.